# Чечелівська республіка
Увага:  Не вказане значення "common_name"

Чечелівська республіка — робітниче революційне самоврядування у місті Катеринославі, яке існувало з 8 по 28 грудня 1905 року.
Поширювалось на робітничі селища міста Катеринослава Чечелівку, Фабрику, а також робітничі селища Амур та Нижньодніпровськ Мануйлівської волості Новомосковського повіту та села Шляхівку і Нові Кайдаки Катеринославського повіту.
Республіку було створено на зборах Катеринославської ради робітничих депутатів та міського комітету РСДРП 7 грудня 1905 року, коли надійшла звістка про повстання в Москві, після чого дружини бойового страйкового комітету взяли під свій контроль телеграф, вокзал та заводи й фабрики міста.
Межі контрольованого повстанцями району пролягали по Аптекарській балці, Трамвайній (нині   — Майдан Озерний), Провіантній (нині — Пастера) вулицям аж до двохярусного мосту через Дніпро.
Керівництво республіки розташувалось в будинку № 69 по вулиці Чечелівка — перша (нині проспект Сергія Нігояна), де знаходились Штаб бойових дружин, Катеринославська рада робітничих депутатів та комітет РСДРП.
У будинку 6 — ї поліцейської дільниці біля воріт Брянського заводу розміщувався Бойовий страйковий комітет до якого входили Григорій Петровський, Іван Меренков, Іван Захаренко та ін. БСК випускав свою власну газету — Бюлетень Бойового страйкового комітету Ради робітничих депутатів. За час існування республіки було випущено вісім номерів Бюлетеню.
Майже 20 днів територія яку контролювала Чечелівська республіка була недоступна для військових та поліцейських формувань. Вулиці робітничих селищ та Нових Кайдаків контролювали патрулі бойових дружин, що виявляли провокаторів. Було зачинено всі шинки, а у продовольчих крамницях та аптеках встановили адміністративний контроль за цінами. Контрольовані революціонерами райони відмовились сплачувати податки до міської  казни. Також на час страйку було припинено виплату квартплати у житлових будинках Чечелівки.
З 8 по 10 грудня 1905 року в руках робітничих формувань перебував і залізничний вокзал. На Катерининській залізниці було сформовано Розпорядчий страйковий комітет та бойові дружини. Після того як 10 грудня урядові сили відбили вокзал РСК перемістився до Нижньодніпровських вагонних майстерень (нині — Дніпровський вагоноремонтний завод).
19 грудня 1905 року було придушене Московське повстання. 21 грудня 1905 р. Катеринославська рада робітничих депутатів ухвалила рішення про припинення страйку щоб не наражати на розправу населення контрольованих районів.
28 грудня 1905 р. урядові війська увійшли до бунтівної Чечелівки. Розпочалися повальні обшуки та арешти, запрацювали військово -польові суди. До страти були засуджені 47 учасників революційних боїв, і серед них залізничники В. Щукін, В. Васільєв, І. Биковський, Л. Максимович -Григоренко та ін. Багатьох було відправлено до тюрем та на каторгу.